# Fanny Chiarello
Pour les articles homonymes, voir Chiarello.
Fanny Chiarello (née le 12 septembre 1974 à Béthune) est une poétesse et romancière française. Elle vit à Lens.

## Biographie
Elle suit des études de lettres modernes à l'université de Lille 3, puis se lance dans l'écriture. Elle publie romans et nouvelles chez l'éditeur lillois Page à Page. En 2000, son premier roman, Si encore l'amour durait, je dis pas, est sélectionné pour le Prix de Flore. En 2004, elle participe au projet culturel Lille 2004 en écrivant une nouvelle : Un cow-boy sur le dos.
Ses romans sont publiés par les éditions de l'Olivier (dont Dans son propre rôle, 2015, Prix Landerneau Découvertes   et prix Orange du livre, ou A happy woman, 2019, qui relate un mois passé à New York auprès de la compositrice Meredith Monk, grâce à la bourse Stendhal de l'Institut français), par la Contre Allée, par les éditions Cours toujours, et en jeunesse par l'École des Loisirs et aux éditions du Rouergue.
Sa poésie est publiée aux éditions Les Carnets du Dessert de Lune (La fin du chocolat, 2006, Collier de nouilles, 2008, Je respire discrètement par le nez, 2016, Pas de côté, 2018, Extrasystoles, 2023) et aux éditions de l'Attente (La Geste permanente de Gentil-Coeur, 2021).

## Œuvres
- 1999 : Trois nouvelles dans les recueils collectifs Choisir et Fêter, Page à Page ;
- 2000 : Si encore l'amour durait, je dis pas, Page à page ; Pocket "nouvelles voix"  (ISBN 978-2-913607-04-0) ;
- 2001 : Tu vas me faire mourir, mon lapin, Page à page ; Pocket  (ISBN 978-2-913607-07-1) ;
- 2001 : Les mamies ne portent pas de pantalons, roman pour adolescents, illustrations de Pascale Evrard, Commande de la municipalité de Liévin, diffusion gratuite dans les établissements scolaires et culturels du Nord-Pas-de-Calais ;
- 2003 : Push the push button, Page à page ; Pocket  (ISBN 978-2-913607-12-5); nouvelle version, Pocket (978-2-266-15178-8)
- : La prochaine fois : ciseaux, nouvelle, dans le recueil collectif Lettres d’aveux, Pocket no 11980 ;
- 2004 : Tout le monde est allongé sur le dos, Page à page ; Pocket (ISBN 978-2-913607-26-2) ;
- 2004 : Un cow-boy sur le dos, nouvelle pour Lille 2004, in Migrations, Page à Page (ISBN 2-913607-22-5) ;
- Body snatchers et coprins noirs d’encre, nouvelle, sur www.ecrivainsenligne.com ;
- 2005 :Carnet de voyage à Lille-Moulins, carnet de voyage sous forme d’un coffret de cartes postales, illustrations de Pascal Goudet, Maison Folie de Moulins ;
- 2005 : La Fin du chocolat, Les Carnets du dessert de lune (ISBN 978-2-930235-60-8) ;
- 2006 : Je respire discrètement par le nez, Les Carnets du dessert de lune ;
- 2008 : Collier de nouilles, Les Carnets du dessert de lune (ISBN 2-930-235-82-9) ;
- 2010 : L'éternité n'est pas si longue, Éditions de L'Olivier (ISBN 978-2-87929-698-2) ; Points  (ISBN 978-2757823927)
- 2011 : Holden, mon frère, L'École des Loisirs (ISBN 978-2-211-20870-3)
- 2013 : Une faiblesse de Carlotta Delmont, Éditions de L'Olivier (ISBN 978-2-87929-829-0)
- 2013 : Prends garde à toi, L'École des Loisirs (ISBN 978-2-211-21126-0)
- 2014 : Le Blues des petites villes, L'École des Loisirs (ISBN 978-2-211-21853-5)
- 2015 : Banale, L'École des Loisirs (ISBN 978-2211225830)
- 2015 : Dans son propre rôle, Éditions de L’Olivier (ISBN 978-2-8236-0405-4) Prix Landerneau Découvertes 2015[1] - Prix Orange du Livre 2015[2]2016 : Tombeau de Pamela Sauvage, La contre allée (ISBN 978-2-917817-46-9)
- 2016 : Le Zeppelin, Éditions de L’Olivier (ISBN 978-2-8236-0997-4)
- 2016 : Je respire discrètement par le nez, Les Carnets du Dessert de Lune, (ISBN 978-2-930607-42-9)
- 2017 : La vitesse sur la peau[3], Éditions du Rouergue, collection doado (ISBN 978-2-8126-1109-4)
- 2018 : La vie effaçant toutes choses, Éditions de L’Olivier (ISBN 9782823612899)
- 2018 : Pas de côté, Les Carnets du Dessert de Lune (ISBN 9782930607665)
- 2019 : A happy woman, un mois avec Meredith Monk, L'Olivier (ISBN 9782823614381)
- 2021 : La geste permanente de Gentil-Cœur, L'Attente (ISBN 9782362420948)
- 2021 : Terrils tout partout, Cours toujours Éditions (ISBN 9791091750189)
- 2022 : L’Évaporée, co-écrit avec Wendy Delorme, éditions Cambourakis  (ISBN 9782366246964)
- 2023 : Extrasystoles, Les Carnets du Dessert de Lune  (ISBN 978-2-39055-010-5)
- 2023 : Spécimens sensibles, éditions Cambourakis  (ISBN 978-2-36624-821-0)
- 2024 : Basta Now, Women, Trans & Non-Binary in Experimental Music, Permanent Draft  (ISBN 9781805173786)

## Prix et distinctions
- Prix Landerneau Découvertes 2015[1] pour Dans son propre rôle
- Prix Orange du Livre 2015[2] pour Dans son propre rôle